# بات أوبراين
بات أوبراين (بالإنجليزية: Pat O'Brien)‏ (و. 1948 – م) هو صحفي، وكاتب سير ذاتية، ومقدم برامج إذاعية من الولايات المتحدة الأمريكية. ولد في سايوكس فالز، داكوتا الجنوبية. هو عضوٌ في الحزب الديمقراطي الأمريكي.

## التعليم
تعلم في جامعة داكتوا الجنوبية، وجامعة جونز هوبكينز.

## وصلات خارجية
- بات أوبراين على موقع IMDb (الإنجليزية)
- بات أوبراين على موقع إن إن دي بي (الإنجليزية)
- بات أوبراين على موقع قاعدة بيانات الفيلم (الإنجليزية)